# Vasile Grecu
Vasile Grecu (ur. 31 lipca 1885, zm. 27 maja 1972) – rumuński historyk, bizantynolog.

## Życiorys
Studia w Wiedniu i w Czerniowcach. W latach 1938–1947 profesor na uniwersytecie w Bukareszcie. Wydał takich historyków bizantyńskich jak: Laonik Chalkokondyles, Dukas, Michał Kritobul, Jerzy Sfrantzes.

## Wybrane publikacje
- Critobulos Imbriota, Din domnia lui Mahomed al II-lea : anii 1451-1467, ed. de Vasile Grecu, Bucureşti 1963.
- Laonic Chalcocondil, Expuneri istorice, in romin. de Vasile Grecu, Bucureşti 1958.
- Ducas, Istoria turco-bizantină (1341-1462), ed. critică de Vasile Grecu, Bucureşti 1958.
- Georgios Sphrantzes, Memorii 1401-1477 : În anexă pseudo-Phrantzes : Macarie Melissenos Cronica 1258-1481, ed. critică de Vasile Grecu, Bucureşti 1966.